# Ascese

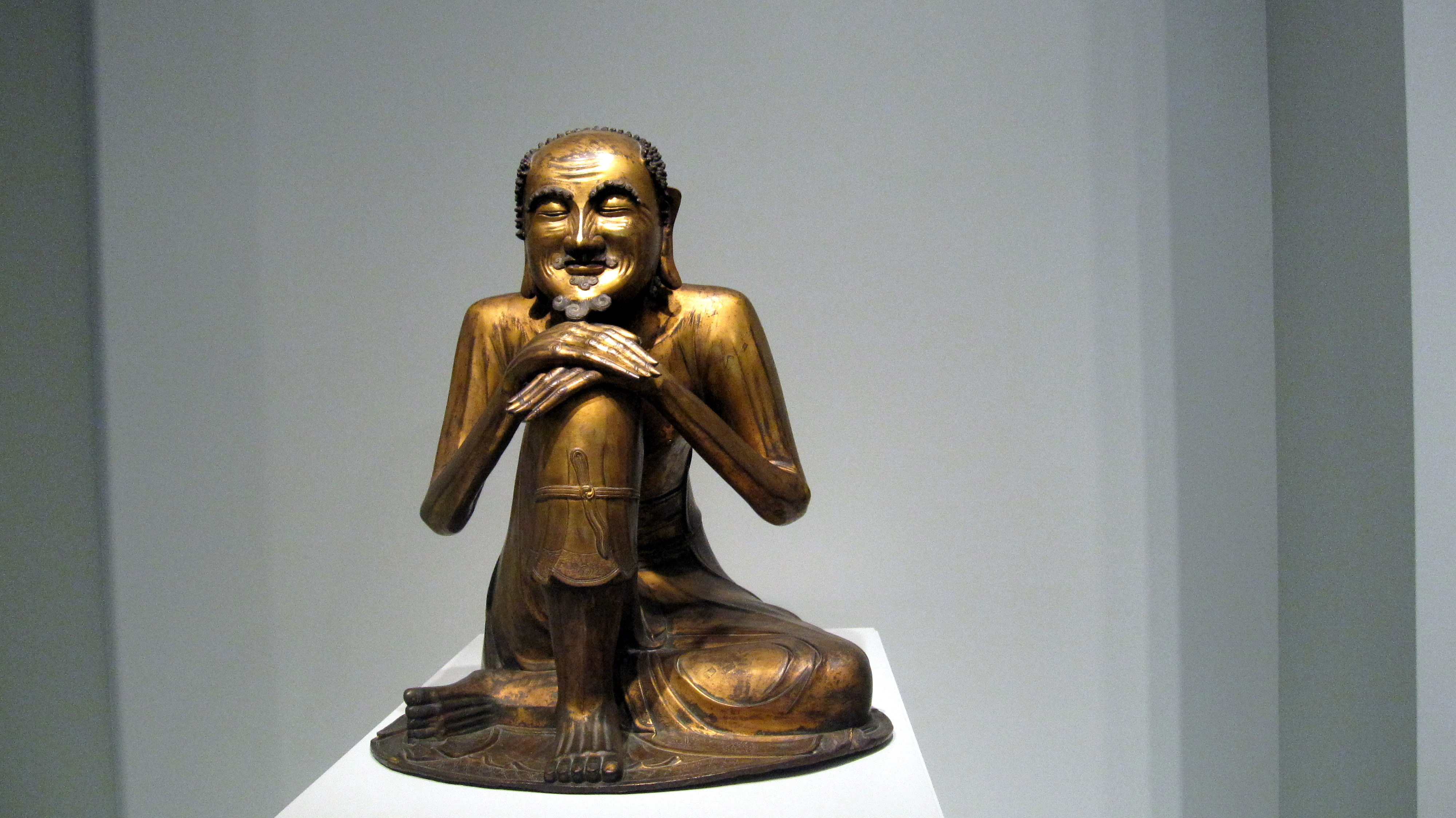
Shakyamuni als asceet

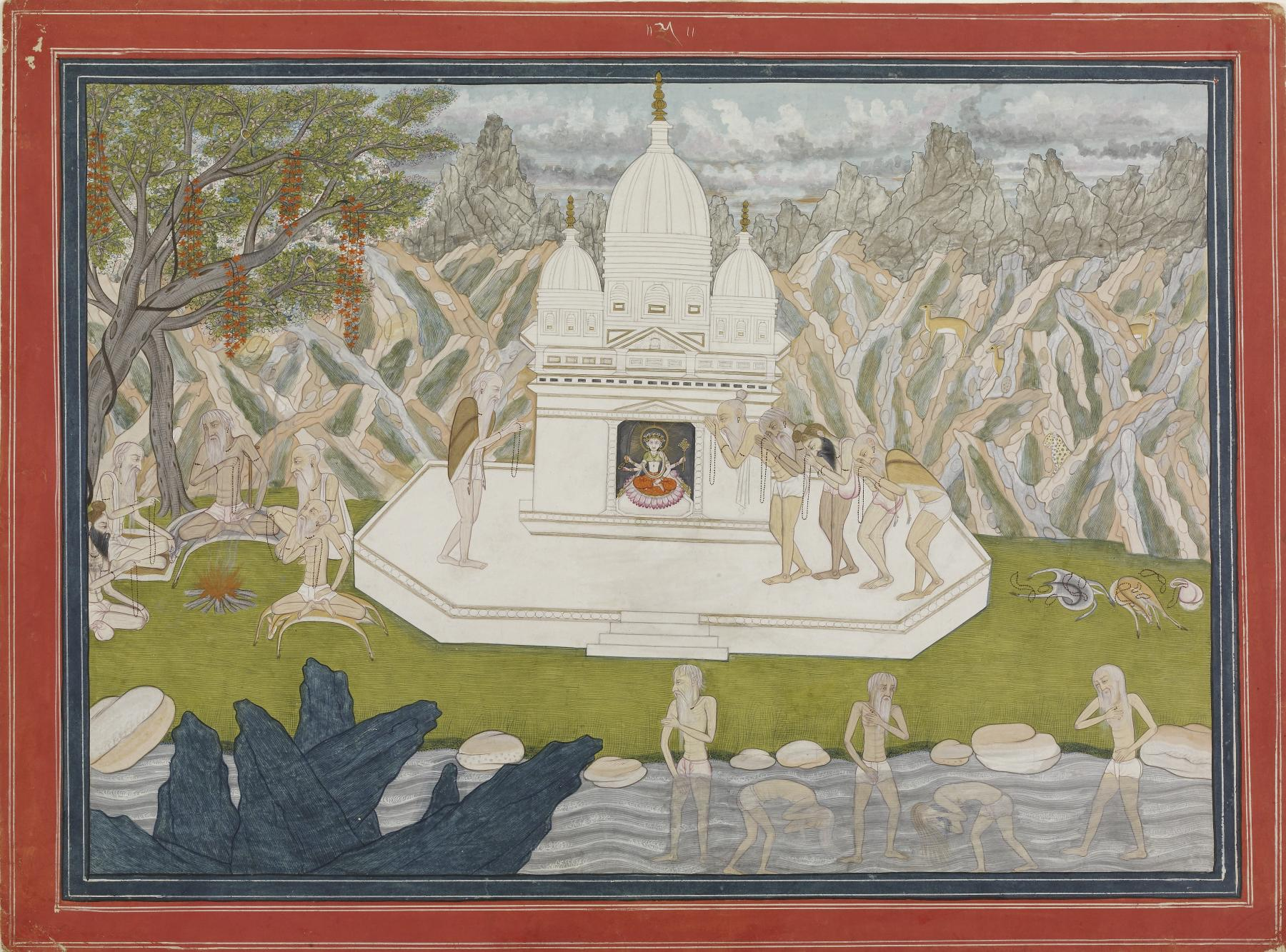
Asceten voor de schrijn van de godin, Walters Art Museum

Ascese, Oudgrieks: ἄσκησις, áskēsis, is het streven naar of het beoefenen van een reine levenswandel door de eigen hartstocht en begeerten te beteugelen en zelftucht toe te passen. Ascese kan gepaard gaan met meditatie om de eigen geest stil te maken maar ook met lichamelijke zelfkastijding.

## Geschiedenis
Ascese, Sanskriet: tapas, werd in Indië waarschijnlijk al sinds 1500 voor Christus gepraktiseerd. 
Ascese in de oudheid in Griekenland was van oorsprong de training van atleten. In de Hellenistische cultuur beoefenden religieus-mystieke gemeenschappen vasten en het celibaat. Daarna werd het begrip uitgebreid tot de beoefening van wijsheid, deugd en vroomheid, onder meer in de Stoa.
Het encratisme, van het Oudgriekse enkrateia, onthouding, zelfbeheersing, was een vorm van rigoureuze ascese. Er worden vooral vroeg-christelijke, 2e-4e eeuw, ketterse sekten mee bedoeld, die extreem ascetische levensopvattingen hadden.

## Doelen
Het is in religieuze zin het streven naar beheersing of onderdrukking van natuurlijke verlangens om tot een vorm van reinheid te komen. Vasten en seksuele onthouding zijn in die zin vormen van ascese. 
De doelen van een ascetische levenshouding kunnen verschillen. Het kan een vorm van boetedoening zijn, zichzelf offeren aan een godheid, een middel tot discipline voor het geestelijk leven, het verkrijgen van bovennatuurlijke krachten of het verwerven van verdienste voor het hiernamaals, maar het kan ook zijn dat men het (eigen) lichaam of dit bestaan zelf slecht of waardeloos acht en de versterving zoekt. 

### Christendom
In de Bijbel wordt al in het Oude Testament geschreven over profeten die zich in de woestijn ophielden en een zeer matig leven leidden. Ook het Nieuwe Testament predikt matigheid. Ascese is echter in het christendom nooit een doel op zichzelf, maar altijd een middel om de gehechtheid aan alles wat van God afleidt los te laten. Zodoende kennen de oudere kerken, zoals de katholieke en orthodoxe, nog altijd perioden van vasten.
Het kluizenaarsbestaan en het leven in het klooster, gebaseerd op geloften van armoede, kuisheid en gehoorzaamheid, kunnen ook als vormen van ascese worden gezien. Het is duidelijk dat de Bijbelse Christus zelf gedurende perioden van zijn leven een ascetisch bestaan leidde. Zo vastte hij veertig dagen en nachten in de woestijn.